# Peter Mankoč
Peter Mankoč, slovenski plavalec, * 4. julij 1978, Ljubljana.
Leta 2008 je na evropskem prvenstvu v plavanju na hrvaški Reki devetič zapored postal evropski prvak na 100 m mešano, kar je svetovni rekord.
12. decembra 2009 je v polfinalu Evropskega prvenstva v plavanju v kratkih bazenih s 50,76 sekunde za 19 stotnik sekunde izboljšal prejšnji svetovni rekord Rusa Sergeja Fesikova in se z najboljšim časom uvrstil v finale. V finalu se je potegoval za deseti zaporedni naslov prvaka, kar pa mu ni uspelo. Na koncu je osvojil bronasto medaljo.

## Dosežki
- devetkratni zaporedni evropski prvak (2000–2008) v disciplini 100 m mešano
- rekorder evropskih prvenstev v disciplini 100 m mešano s časom 52,63 s
- svetovni prvak v 25 m bazenih Indianapolis 2004 v disciplini 100 m mešano s časom 52,66 s
- rekorder svetovnih prvenstev v disciplini 100 m mešano s časom 52,66 s
- tretje mesto na svetovnem prvenstvu Indianapolis 2004 v 25 m bazenih v disciplini 100 m delfin s časom 51,66 s
- svetovni prvak 25m bazeni Moskva 2002 v disciplini 100 m mešano s časom 52,91 s
- svetovni vice-prvak 25m bazeni Moskva 2002 v disciplini 200 m mešano s časom 1:56,16 s
- sredozemski prvak na 200m mešano s časom 2:03,62 min
- sredozemski vice prvak na 100m prosto s časom 50,16 s
- večkratni zmagovalec svetovnega pokala v disciplinah 100 in 200 m mešano
- univerzijada Peking 2001, 3. mesto na 200 m mešano s časom 2:03,37 min
- univerzijada Daegu 2003, 2. mesto na 200 prosto in 50 m prosto
- plavalec leta Slovenije v letih 2000, 2001, 2002 in 2003
- športnik leta mesta Ljubljane
- prejemnik Bloudkove nagrade
- večkratni zimski državni prvak v 25 m bazenih
- večkratni letni državni prvak v 50 m bazenih
- zimski državni rekorder na 50, 100 in 200 m prosto; 50, 100 m delfin; 50, 100 m hrbet; 100 in 200m mešano
- večkratni letni državni rekorder na 50, 100 in 200 m prosto; 50, 100 m delfin in 200 m mešano
- član vseh absolutnih rekordnih štafet
- 7. mesto v disciplini 200m prosto s časom 1:48,94 na svetovnem prvenstvu v Barceloni 2003